# Махнёв, Александр Иванович
Алекса́ндр Ива́нович Махнёв (1 декабря 1928, Макушинский район, Уральская область — 9 апреля 2014, Курган) — советский партийный и государственный деятель, председатель Исполнительного комитета Курганского областного Совета депутатов (июль 1973 — июнь 1988).

## Биография
Александр Иванович Махнёв родился 1 декабря 1928 года в крестьянской семье в деревне Большое Коровье Макушинского сельсовета Макушинского района Курганского округа Уральской области РСФСР, СССР. Решением Исполнительного комитета Курганского областного Совета депутатов трудящихся № 79 от 4 февраля 1964 года д. Большое Коровье Краснозаринского сельсовета укрупнённого Петуховского сельского района Курганской области исключена как сселившаяся. Ныне территория деревни входит в Макушинский муниципальный округ Курганской области.
Окончив в 1943 году восемь классов Батуринской средней школы Шадринского района, поступил на второй курс Шадринского сельскохозяйственного техникума, сдав экстерном экзамены за первый курс. После окончания техникума в числе отличников был направлен для продолжения образования на агрономический факультет Курганского сельскохозяйственного института.
С 1952 года член КПСС.
В 1951—1953 годах — главный агроном Кировской машинно-тракторной станции  (село Кирово Кировского района Курганской области, ныне село входит в Мишкинский муниципальный округ той же области).
В 1953—1958 годах — директор Кировской машинно-тракторной станции.
В 1958—1964 годах — председатель колхоза имени С. М. Кирова Кировского района, с 1 февраля 1963 года Шумихинского района, с 3 марта 1964 года Мишкинского района.
Принимал активное участие в работе Кировской, а после её упразднения Шумихинской районной партийной организации, неоднократно избирался членом бюро райкома КПСС, членом райисполкома, депутатом районного Совета депутатов трудящихся.
В 1964 году избран секретарём парткома Глядянского производственного колхозно-совхозного управления.
В 1964—1969 годах — первый секретарь Притобольного райкома КПСС.
В январе 1969 года — утверждён заведующим сельскохозяйственным отделом Курганского обкома КПСС.
В ноябре 1970 года избран секретарём Курганского обкома партии. Занимаясь вопросами сельского хозяйства, большое внимание уделял совершенствованию стиля и методов работы, повышению ответственности областных сельскохозяйственных органов за подъём земледелия и животноводства области, за распространение и внедрение в производство достижений науки и передового опыта.
Заочно учился в аспирантуре при Всесоюзном научно-исследовательском институте экономики сельского хозяйства и в 1972 году успешно защитил кандидатскую диссертацию по теме «Технология и организация интенсивного выращивания и откорма скота».
В июле 1973 года — июне 1988 года работал председателем Исполнительного комитета Курганского областного Совета, внёс значительный вклад в социально-экономическое развитие области.
- Был делегатом XXIII, XXV, XXVI, XXVII съездов КПСС.
- Избирался депутатом Верховного Совета РСФСР IX, X и XI созывов по Куртамышскому округу.
- Избирался депутатом третьего Всесоюзного съезда колхозников,
- Избирался членом бюро Курганского обкома КПСС.

Александр Иванович Махнёв скончался 9 апреля 2014 года. Похоронен на Новом Рябковском кладбище города Кургана Курганской области, на центральной аллее кладбища.

## Сочинения
Александр Иванович Махнёв является автором 67 научных статей, 6 книг и брошюр:
- Махнев, А. И. Интенсивный откорм крупного рогатого скота. — Курган: «Советское Зауралье», 1960. — 20 с. — 1500 экз.[8]
- Махнев, А. И. Площадки на берегах Тобола. Из опыта организации интенсивного откорма скота в хозяйствах Притобольного района. — Челябинск: Южно-Уральское книжное издательство, 1967. — 31 с. — 3000 экз.[9]
- Махнев, А. И. Организация и экономическая эффективность интенсивного выращивания и откорма крупного рогатого скота в условиях Курганской области. — М., 1972. — 25 с.[10]
- Махнев, А. И. Вопросы интенсификации производства говядины. — Челябинск: Южно-Уральское книжное издательство, 1975. — 135 с. — 4000 экз.[11]
- Махнев, А. И. Советы и активность народных избранников. — Челябинск: Южно-Уральское книжное издательство, 1982. — 155 с. — 5000 экз.[12]
- Махнёв, А. И. Земляки. Родной край: Время. Опыт. Размышления. — Шадринск: Исеть, 2003. — 356 с. — ISBN 5-7142-0498-0.

## Награды и звания
- Орден Ленина, 1966 год
- Орден Трудового Красного Знамени, дважды: 1971 год, 1978 год
- Одиннадцать государственных медалей СССР, в т.ч.
  - Юбилейная медаль «За доблестный труд. В ознаменование 100-летия со дня рождения Владимира Ильича Ленина», 1970 год
  - Юбилейная медаль «Тридцать лет Победы в Великой Отечественной войне 1941—1945 гг.», 1975 год
  - Медаль «За освоение целинных земель»
- Две медали Монголии
- Две медали ВДНХ (золотая и бронзовая)
- Кандидат экономических наук
- Звание «Заслуженный агроном РСФСР», 1965 год
- Звание «Отличник просвещения СССР»
- Звание «Почётный гражданин Курганской области», 29 января 2003 года[13].

## Память
- Мемориальная доска на доме, где жил, г. Курган, ул.Комсомольская, 24. Открыта 1 декабря 2018 года — 55°26′11″ с. ш. 65°20′54″ в. д.HGЯO[14].

## Семья
- Отец Иван Михайлович Махнёв (1908—?) — 27 лет руководил колхозом «7 ноября» Шадринского района.
- Мать Вера Ивановна — домохозяйка.
- Супруга Нинель Сергеевна Махнёва (урожд. Баранцева; 1925—1994) — врач-педиатр.
  - Сын Сергей (род. 1950)
  - Дочь Вера (род. 1955)
  - Дочь Марина (род. 1961) — музыкант.